# Nils Adlercreutz
Nils August Domingo Adlercreutz (8 de julio de 1866 - 27 de septiembre de 1955) fue un jinete sueco que compitió en la modalidad de concurso completo. Participó en los Juegos Olímpicos de Estocolmo 1912, obteniendo una medalla de oro en la prueba por equipos.

## Vida
Adlercreutz nació el 8 de julio de 1866 en Brunneby, Municipio de Motala, Suecia, hijo del teniente Nikolas Adlercreutz y su esposa, la condesa Augusta (de soltera Gyldenstolpe).

## Carrera
Adlercreutz fue comisionado como oficial en 1890 y fue asignado como underlöjtnant a los Life Guards of Horse (K 1), donde fue ascendido a teniente en 1896. Adlercreutz sirvió como intendente regimental de 1904 a 1906 y como profesor en la Escuela de Equitación y Conducción de Caballos del Ejército Sueco en Strömsholm de 1906 a 1908. Ese mismo año fue ascendido a ryttmästare. Adlercreutz fue agregado militar en Berlín de 1912 a 1918 y fue mayor en el Regimiento de Dragones de Escania (K 6) en 1914.
Fue ascendido a teniente coronel en 1917 y a coronel en 1918, y al mismo tiempo fue nombrado comandante del Regimiento de Húsares de Småland (K 4) en 1918. Adlercreutz fue luego comandante del Regimiento de Dragones de Escania desde 1921 hasta 1927. Se retiró del ejército el año siguiente. Paralelamente a su carrera militar, también se desempeñó como secretario del Club de Campo de Estocolmo y como juez en el Hipódromo de Ulriksdal.

### Juegos Olímpicos de 1912
Él y su caballo Atout terminaron en cuarto lugar en la competencia individual de concurso completo y ganaron una medalla de oro con el equipo sueco. También terminó en sexto lugar en el salto individual con otro caballo, Ilex.

## Vida personal
En 1896 se casó con Ebba Cederschiöld (nacida en 1873), hija del mayor Henrik Cederschiöld y Amelie Sterky. Adlercreutz y su esposa tuvieron cuatro hijos, incluido su hijo Gregor, quien también se convirtió en un jinete olímpico.

## Fallecimiento
Adlercreutz murió el 27 de septiembre de 1955 en Estocolmo y fue enterrado en el Norra begravningsplatsen en Solna.

## Palmarés internacional
| Juegos Olímpicos | Juegos Olímpicos   | Juegos Olímpicos | Juegos Olímpicos |
| Año              | Lugar              | Medalla          | Categoría        |
| ---------------- | ------------------ | ---------------- | ---------------- |
| 1912             | Estocolmo (Suecia) | Medalla de oro   | Por equipos      |

## Fechas de rango
- 1890 – Subteniente
- 1896 – Teniente
- 1908 – Maestro jinete
- 1914 – Alcalde
- 1917 – Teniente coronel
- 1918 – Coronel

## Premios y distinciones

### Suecos
- Comandante de 1ª Clase de la Orden de la Espada.[4]
- Caballero de la Orden de Vasa.[4]
- Medalla Conmemorativa Olímpica del Rey Gustavo V.[4]

### Extranjeras
- Cruz Militar de Primera Clase.[4]
- 2ª Clase de la Cruz de Hierro.[4]
- Caballero de 3ª Clase de la Orden de la Corona.[4]
- Caballero de 3ª Clase de la Orden de Santa Ana.[4]
- Caballero de 1ª Clase de la Orden de Alberto.[4]
- Caballero de la Orden de Francisco José.[4]
- Medalla de oro en los Juegos Olímpicos de 1912.[4]

## Honores
- Miembro de la Real Academia Sueca de Ciencias de la Guerra (1923)[4]